# Трегубовское сельское поселение (Новгородская область)
Трегубовское се́льское поселе́ние — муниципальное образование в Чудовском районе Новгородской области Российской Федерации.
Административный центр — деревня Трегубово.

## География
Территория сельского поселения расположена на севере Новгородской области. По территории муниципального образования протекает река Волхов. Площадь территории — 69 641 га (в том числе сельхозугодий — 8131 га).

## История
Статус и границы сельского поселения установлены Законом Новгородской области от 11 ноября 2005 года № 559-ОЗ «Об административно-территориальном устройстве Новгородской области».

## Население
| 2010 | 2012  | 2013  | 2014  | 2015  | 2016  | 2017  |
| ---- | ----- | ----- | ----- | ----- | ----- | ----- |
| 1305 | ↗1341 | ↗1377 | ↗1410 | ↘1369 | ↘1355 | ↘1337 |
| 2021 |       |       |       |       |       |       |
| ↘925 |       |       |       |       |       |       |

## Состав сельского поселения
| №  | Населённый пункт    | Тип населённого пункта          | Население |
| -- | ------------------- | ------------------------------- | --------- |
| 1  | Арефино             | деревня                         | 75        |
| 2  | Большое Опочивалово | деревня                         | 4         |
| 3  | Буреги              | деревня                         | 6         |
| 4  | Вергежа             | деревня                         | 17        |
| 5  | Высокое             | деревня                         | 58        |
| 6  | Вяжищи              | деревня                         | 21        |
| 7  | Глушица             | деревня                         | 1         |
| 8  | Дубовицы            | деревня                         | 7         |
| 9  | Каменная Мельница   | деревня                         | 3         |
| 10 | Кипрово             | деревня                         | 5         |
| 11 | Коломно             | деревня                         | 27        |
| 12 | Красный Посёлок     | деревня                         | 5         |
| 13 | Кузино              | деревня                         | 48        |
| 14 | Маслено             | деревня                         | 33        |
| 15 | Мостки              | деревня                         | 23        |
| 16 | Радищево            | деревня                         | 11        |
| 17 | Селищи              | деревня                         | 233       |
| 18 | Спасская Полисть    | деревня                         | 132       |
| 19 | Спасская Полисть    | железнодорожная станция         | 24        |
| 20 | Трегубово           | деревня, административный центр | 572       |

## Транспорт
По территории сельского поселения проходит федеральная автомобильная дорога «Россия» М10 (E 105), а также автодорога Р53 Спасская Полисть — Селищи — Малая Вишера — Любытино — Боровичи и пути Октябрьской железной дороги линии Чудово — Новгород-на-Волхове. Есть автомобильный мост через Волхов у деревни Селищи и железнодорожная станция Спасская Полисть.

## Достопримечательности
- Званка (усадьба)